# Sebastián Masdeu
Sebastián Masdeu Menasanch (Tarragona, 1889 - Barcelona, 5 de enero de 1964) fue un ciclista español de principios del siglo XX. Fue profesional solo tres temporadas: desde 1909 hasta 1911.
Fue el primer vencedor de la Volta a Cataluña además de ser uno de los mayores impulsores del ciclismo en Cataluña. 
En 1908 tomó parte en la primera edición de la Vuelta a Tarragona, donde finalizó sexto.
Una vez retirado de la vida profesional continuó ligado al mundo del ciclismo, dirigiendo la Volta a Cataluña a partir de 1939. En 1970 se efectó un homenaje póstumo en la Volta.

## Palmarés
1911
- Volta a Cataluña, más 2 etapas
- 3.º en el Campeonato de España en Ruta